# 山田町 (神戸市灘区)
山田町（やまだちょう）は兵庫県神戸市灘区の町名の一つであり、同区北東部、八幡字山田・岨・宮山・西ノ川などから成立した。郵便番号：657-0064。

## 地理
東は高羽町、南は宮山町、西は篠原本町、北は曾和町。東から順に一～三丁目がある。

## 由来
旧小字名の山田から。字名には特別な事情はなく、単に山あいの田といった意味だとみられる。

## 人口統計
令和2年国勢調査（2020年10月1日）における世帯数420、人口750で内男性332人・女性418人。